# NBA Jam
NBA Jam ist ein Basketball-Arcade-Spiel, das von Midway entwickelt und ab 1993 durch Acclaim Entertainment vermarktet wurde. 1994 veröffentlichte die Firma Portierungen für die Konsolen SNES, Sega Mega Drive, Sega Mega-CD, Sega Game Gear und Game Boy. Die Arcade-Version spielte in den ersten zwölf Monaten mehr als eine Milliarde Dollar ein. Die Konsolenumsetzungen wurden zudem mehr als fünf Millionen Mal verkauft.

## Spielbeschreibung
NBA Jam ist eines der ersten Arcade-Sportspiele, das eine offizielle Lizenz der entsprechenden Sportliga besitzt. So basiert das Spiel auf den Teams der NBA-Saison 1992/1993. Jedes Team im Spiel wird von zwei Spielern repräsentiert. Wie auch in vielen späteren NBA-Umsetzungen, ist jedoch der damals populärste Spieler der Liga, Michael Jordan, durch dessen von der NBA getrennte Lizenzierung nicht als Spielfigur enthalten.

Der Spielablauf beschreibt jeweils Zwei-gegen-Zwei-Matches. Die üblichen Basketballregeln sind im Spiel praktisch nicht vorhanden; so gibt es beispielsweise weder Fouls, noch kann der Ball das Spielfeld verlassen. Vor allem die Slam Dunks werden im Spiel übertrieben dargestellt. Es kommt nicht selten vor, dass so eine Spielfigur mehrere Meter hoch oder weit springt und dabei möglicherweise Pirouetten ausführt.

Im Spiel werden Samples verwendet, die den Anschein eines Kommentators erwecken sollen. Beispiele für diese Phrasen sind „He's on Fire!“ oder „Boom Shakalaka!“. Der erste Satz wird beispielsweise benutzt, wenn ein Spieler dreimal hintereinander Punkte erzielen kann. Trifft er dann ein weiteres Mal, verbrennt er so das Netz des Basketballkorbs.

## Nachfolger
1994 wurde NBA Jam Tournament Edition veröffentlicht. Neben Daten der damals aktuellen NBA-Saison gibt es im Spiel statt der 54 Spieler des Vorgängers mehr als 120 NBA-Akteure. Außerdem wurden neue Spielmodi, sowie viele Easter Eggs implementiert. So ist es beispielsweise möglich, in einer Art Super-Deformed-Modus zu spielen. Neben den Umsetzungen für die Konsolen, auf denen schon der erste Teil veröffentlicht wurde, vermarktete Acclaim zusätzlich Versionen für Sega 32X, PlayStation, Sega Saturn, Atari Jaguar und MS-DOS.

Das letzte Arcade-Spiel der Serie ist das 1996 nun von Acclaim entwickelte NBA Jam Extreme. Während dieses mit 3D-Grafik dargestellt wird, produzierte Midway weiterhin mit NBA Hangtime einen 2D-Titel. NBA Jam Extreme wurde zusätzlich für PlayStation, Sega Saturn und Windows veröffentlicht.
Weiterhin wurden 1998 NBA Jam 99 für Nintendo 64 und Game Boy Color, 1999 NBA Jam 2000 für Nintendo 64, 2001 NBA Jam 2002 für Game Boy Advance und schließlich 2003 NBA Jam für PlayStation 2 und Xbox veröffentlicht.
Der neueste Teil wurde am 5. Oktober 2010 für die Nintendo Wii und am 25. November 2010 für Xbox 360 und PlayStation 3 veröffentlicht.

### NBA Jam iPhone
Am 10. Februar 2011 erschien von EA Sports die erste Version für das iPhone und das iPad. Das Spiel wird per Touchscreen gesteuert. In der Klassik-Kampagne spielt man mit einem Team eine 36 Spiele umfassende Saison, in welcher der Spieler gegen 29 NBA-Teams, gegen 6 Legendenteams (New York Knicks, Atlanta Hawks, Detroit Pistons, Utah Jazz, Houston Rockets und Magic/Bird) sowie das Stickman-Team der EA-Entwickler antritt. Im Einzelspiel-Modus kann man mit einem Team ein Spiel gegen ein anderes Team bestreiten. Außerdem können, indem Herausforderungen abgeschlossen werden, Privilegien und NBA-Legenden freischaltet werden.